# Tasa de interés libre de riesgo
La tasa de cero riesgo o tasa libre de riesgo es un concepto teórico que asume que en la economía existe una alternativa de inversión que no tiene riesgo para el inversionista. Este ofrece un rendimiento seguro en una unidad monetaria y en un plazo determinado, donde no existe riesgo crediticio ni riesgo de reinversión ya que, vencido el período, se dispondrá del efectivo. En la práctica, se puede tomar el rendimiento de los Bonos del Tesoro de Alemania o Estados Unidos como la inversión libre de riesgo, debido a que se considera que la probabilidad de no pago de un bono emitido por Estados Unidos es muy cercana a cero. Por lo general esta tasa de libre de riesgo es medida por los rendimientos de los bonos de los estados.
- Datos: Q1971641